# جون أويوكا
جون أويوكا (توفي 15 فبراير 2021، كيزيمو) سياسي كيني شغل منصب عضو البرلمان عن حزب الشعوب الديمقراطي.